# Bastide de Repentance
La bastide de Repentance est une bastide située à Aix-en-Provence dans le département français des Bouches-du-Rhône et la région Provence-Alpes-Côte d'Azur.

## Historique
Les façades et les toitures font l'objet d'une inscription au titre des monuments historiques depuis le 16 novembre 1984 ; le jardin ordonnancé avec ses terrasses, ses éléments architecturaux et son allée d'accès font eux l'objet d'un classement au titre des monuments historiques depuis le 16 novembre 1984.